# AN/SPS-48

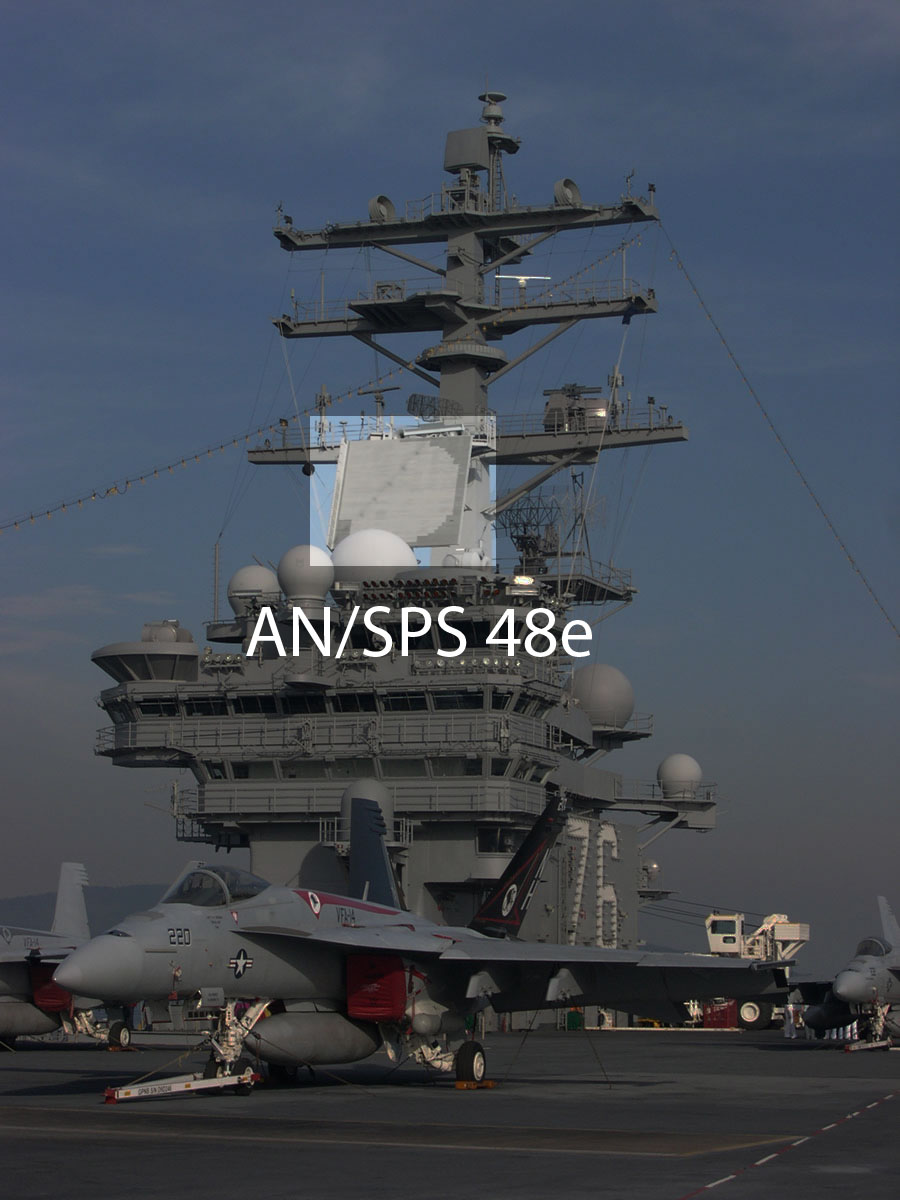
AN/SPS 48e на борту.

AN/SPS-48 — тривимірна радіолокаційна система ВМС США з електронним скануванням повітряного пошуку, виготовлена компанією ITT Exelis і використана в 1960-х роках як основний датчик повітряного пошуку для зенітних кораблів. Розгортання AN/SPY-1 і кінець холодної війни призвели до виведення з експлуатації багатьох таких кораблів, і багато з цих комплектів суден AN/SPS-48 були повторно використані на авіаносцях і кораблях-амфібіях, де вони використовуються для прямі цілі для систем протиповітряної оборони, таких як Sea Sparrow і ракети RIM-116 SAM. Існуючі комплекти модернізуються за програмою ROAR до стандарту AN/SPS-48G для підвищення надійності та зручності використання.

## Операція
Тривимірний радар встановлений на основі, що дозволяє обертатися на 360 градусів. Ціль може знаходитися за заданим азимутом. Дальність цілі також визначається за часом, за який промінь виходить і повертається до приймача. Що відрізняє цю радарну систему, так це її здатність виявляти висоту цілі над поверхнею води. За допомогою цих трьох фрагментів даних центральний процесор радара має можливість розмістити ціль у тривимірному просторі X, Y, Z.
Зокрема, для SPS-48 антена механічно обертається для сканування по азимуту, тоді як промені електронно керуються, щоб покривати висоту, змінюючи частоту передавача. 2 000 кілогатова антена здатна обертатися зі швидкістю 7,5 або 15 об/хв.
Відповідно до ITT Exelis, система має діапазон, що перевищує 200 морська миля (370 км) і може супроводжувати цілі на куті кута до 69 градусів. AN/SPS-48E здатний надавати інформацію про дальність цілі, пеленг і висоту за допомогою антени зі скануванням частоти, використовуючи діапазон різних частот у діапазоні E та діапазоні F із трьома режимами потужності: високим, середнім і низьким. Радари SPS-48 об’єднують кілька променів у серію імпульсів на різних частотах. Промені сканують різні області висоти, дозволяючи стеку охоплювати до 69 градусів висоти.

## Історія
Перша специфікація для того, що стало AN/SPS-48 (і додаткового AN/SPS-49), була написана в 1956 році. AN/SPS-48 замінив AN/SPS-39 на літаках класів  Belknap, Coontz і  Leahy між 1967 і 1975 роками в рамках Програми модернізації протиповітряної боротьби фрегата з керованими ракетами. AN/SPS-48E включав цифровий приймач і сигнальний процесор, який міг автоматично виявляти і відслідковувати дуже маленькі цілі, навіть якщо вони створені. Його було включено до оновлення New Threat Upgrade 1980-х років.

## Використання
Завдяки точному 3D-розташуванню повітряних цілей їх можна перехопити/усунути за допомогою корабельної системи озброєння або пов’язаних збройових платформ, розташованих в іншому місці. Це попередник системи AEGIS, яка зараз використовується на  Arleigh Burke есмінці і  Ticonderoga -класу крейсери. Радари AEGIS AN/SPY-1 B/D являють собою фазовані ґратки з електронним скануванням, тоді як SPS-48E сканує частоту по куту місця та встановлений на обертовому шарнірі, який обертає радар по азимуту. AN/SPS-48 перевозять кораблі ВМС США, такі як  Nimitz авіаносці,  Wasp -class десантні кораблі  Tarawa десантні кораблі і  San Antonio -класу амфібійні транспортні доки.

## Варіанти

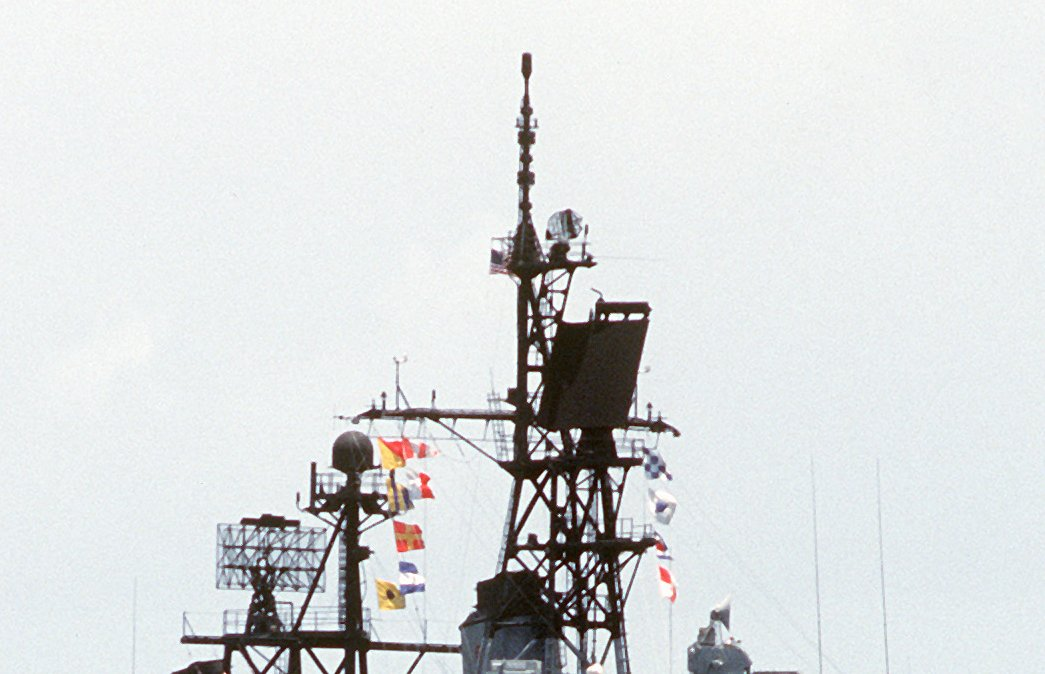
Щогли USS Macdonough DDG-39, де показано радар SPS-48 поблизу центру зображення.

- AN/SPS-48A — AN/SPS-48B — невідомий, можливо, не існує або прототип для -48C
- AN/SPS-48C — 48A з можливістю автоматичного виявлення та відстеження, а також індикатором рухомої цілі (MTI).
- AN/SPS-48D — Прототип версії -48E, випробуваний на USS Mahan DDG-42.
- AN/SPS-48E — Порівняно з варіантом C, SPS-48E має вдвічі більшу потужність випромінювання, підвищену чутливість приймача, чотириступінчастий твердотільний передавач, половину компонентів -48C і вбудоване тестування для полегшення діагностики. Спочатку розроблено як частину програми New Threat Upgrade (NTU) для підтримки можливості SM-2 Launch On Search (LOS).
- AN/SPS-48E LBR Версія наземного радара.
- AN/SPS-48G — деякі нові, інші модернізовані AN/SPS-48E за програмою відновлення готовності радарів (ROAR). За контрактом N00024-09-C-5395 модернізуються 29 радарів вартістю 169,3 млн доларів. Заміна підпалубних блоків сучасною електронікою на основі відкритої архітектури знизить вимоги до навчання та підвищить надійність[1].